# Mauricio Muller
Pour les articles homonymes, voir Muller.
Mauricio Waldemar Muller, né le 20 octobre 1981 à Doblas, est un coureur cycliste argentin.

## Biographie
En septembre 2012, il représente son pays lors des championnats du monde.

## Palmarès
- 1999
  - Vuelta Chaná
- 2005
  - Gran Premio San Lorenzo
- 2006
  - Volta al Montsià
- 2008
  - Grans Clàssiques
  - Trofeu Joan Escolà
  - 2e de la Volta del Llagostí
- 2009
  - 2e étape de la Vuelta a la Montaña Central de Asturias
  - 2e étape du Gran Premi Vila-real
  - 3e étape du Tour du Piémont pyrénéen
- 2010
  - Circuito de Pascuas
  - 1re étape du Tour du Piémont pyrénéen[1]
  - Classement général du Tour de Cantabrie
  - 2e du Gran Premio San Antonio
- 2011
  - 2e étape du Tour de Galice
  - 2e du Gran Premio San Lorenzo
- 2012
  - Grans Clàssiques
  - Trofeu Abelard Trenzano
  - Trofeo Corte Inglès
  - 3e du Gran Premio Primavera de Ontur
- 2013
  - Trofeu d'Hivern
  - Campional Social d´Hivern
- 2014
  - Gran Premi Vila de Verges
  - 3e étape du Tour de San Rafael
  - 1re et 2e étapes de la Vuelta a Lavalle
  - 2e de la Vuelta a Lavalle
  - 3e de la Doble Difunta Correa
- 2015
  - Doble Salina
  - Tour de la Pampa :
    - Classement général
    - 1re et 2e (contre-la-montre) étapes

  - Vuelta al Valle
  - 3e du Giro del Sol San Juan
- 2016
  - Doble Utracán
- 2017
  -  Champion d'Argentine du contre-la-montre
- 2018
  - 5eb étape de la Doble Bragado (contre-la-montre par équipes)
  - 2e étape de la Vuelta del Este (contre-la-montre)

## Classements mondiaux
| Année            | 2014 | 2015 | 2016 |
| ---------------- | ---- | ---- | ---- |
| UCI America Tour | 419e | 228e | 217e |